# Classement international professionnel des établissements d'enseignement supérieur
Le Classement international professionnel des établissements d'enseignement supérieur est un palmarès universitaire annuel de Mines ParisTech, visant à établir un classement des établissements d'enseignement supérieur du monde en fonction de la présence de leurs anciens étudiants à la tête de grandes entreprises.

## Critères
Un seul critère, vérifiable et reproductible, est pris en compte dans le classement de Mines ParisTech : Classement international professionnel des établissements d'enseignement supérieur, Paris, coll. « Mines ParisTech », 2009 (lire en ligne)

« le nombre d’anciens élèves occupant le poste de n°1 exécutif (Chief Executive Officer ou équivalent) dans une des 500 plus grandes entreprises internationales, à la date et avec les éléments (entreprises et dirigeants) du classement « Fortune Global 500 » établi par le magazine Fortune à partir du chiffre d’affaires publié par les entreprises mondiales »

## Classement
En 2011 le classement mondial était le suivant (le signe égal dénote les établissements ex aequo) :
| Place | Université                            | Pays         |
| ----- | ------------------------------------- | ------------ |
| 1     | Université Harvard                    | USA          |
| 2     | Université de Tokyo                   | Japon        |
| 3     | Keio University                       | Japon        |
| 4     | HEC Paris                             | France       |
| 5 =   | Université de Kyoto                   | Japon        |
| 5 =   | Université d'Oxford                   | UK           |
| 7     | École polytechnique                   | France       |
| 8     | Waseda University                     | Japon        |
| 9     | École nationale d'administration      | France       |
| 10    | Seoul University                      | Corée du Sud |
| 11    | University of Pennsylvania            | USA          |
| 12    | Université Columbia                   | USA          |
| 13 =  | Université Stanford                   | USA          |
| 13 =  | Université du Tōhoku                  | Japon        |
| 13 =  | University of Nottingham              | UK           |
| 16    | Massachusetts Institute of Technology | USA          |
| 17    | Sciences Po Paris                     | France       |
| 18    | Université de Saint-Gall              | Suisse       |
| 19 =  | Université de São Paulo               | Brésil       |
| 19 =  | Northwestern University               | USA          |
| 21 =  | INSEAD                                | France       |
| 21 =  | University of Chicago                 | USA          |
| 21 =  | Mines ParisTech                       | France       |
| 21 =  | Wirtschaftsuniversität Wien           | Autriche     |
| 25    | Université Chūō                       | Japon        |
| 25 =  | Cornell University                    | USA          |
| 25 =  | Université Hitotsubashi               | Japon        |
| 25 =  | Université de Kobersity               | Japon        |
| 29    | University of California : Berkeley   | USA          |
| 30    | Université du Shandong                | Chine        |
| 30 =  | Université Bocconi                    | Italie       |
| 30 =  | University of Cambridge               | UK           |
| 30 =  | Université de Cologne                 | Allemagne    |
| 34    | Université de Göttingen               | Allemagne    |
| 35    | Université Yale                       | USA          |
| 36    | Purdue University                     | USA          |
| 37    | Université de Cincinnati              | USA          |

Le classement compte au total 392 universités.